# Kozielszczyzna (rejon wołożyński)
Kozielszczyzna (biał. Казельшчына; ros. Козельщина) – wieś na Białorusi, w obwodzie mińskim, w rejonie wołożyńskim, w sielsowiecie Wołożyn.
W dwudziestoleciu międzywojennym leżała w Polsce, w województwie nowogródzkim, w powiecie wołożyńskim.